# Palau Baltà
El Palau Baltà, també conegut com a Palau del Fraret o Can Babau, és una casa senyorial d'estil gòtic de Vilafranca del Penedès, Alt Penedès. Data del segle xiv. Va ser construït per Francesc Babau i àmpliament reformat el 1522. És una obra declarada bé cultural d'interès nacional.

## Descripció
Palau gòtic amb tres façanes exteriors que donen a la plaça de Jaume I i als carrers de la Torre i d'Escudellers. Consta de planta baixa, un pis i golfes i està cobert de teula àrab. La façana principal presenta dues torres laterals elevades respecte del cos central, una portalada d'arc de mig punt descentrada i una petita tribuna central amb finestres coronelles. A la part interior hi ha un pati amb escalinates, actualment cobert, un finestral gòtic, una galeria alta d'arcs apuntats i golfes. El material constructiu és la pedra.

## Història
Situat al nucli històrico-monumental més important de Vilafranca. Les dades de la bibliografia existent sobre l'edifici són confuses. Sembla que fou construït en una data posterior al 1308 per la família Babau al lloc on hi havia l'antic castell de la vila. El 1522 va ser ampliat amb unes cases del carrer d'Escudellers i la façana va ser unificada. El 1750 la casa va passar a Ramon de Sarriera, marquès de la Manresana. Més endavant fou hostal (del "Pepet Vermell"). El 1859 fou adquirit per Josep Baltà i posteriorment va ser restaurat i modificat (quan se li afegí la tribuna central). El 1977 el Museu de Vilafranca i la Caixa d'Estalvis del Penedès van llogar la planta baixa per a utilitzar-la com a auditori ("Fòrum Baltà"), a més d'instal·lar-hi diverses sales d'exposició.